# Smølfine
Smølfine er en af hovedpersonerne fra tegneserien Smølferne. Smølfine blev skabt af den onde troldmand Gargamel, smølfernes fjende. Dog beslutter Smølfine, at hun vil være en rigtig smølf, og Gammelsmølf (en) kaster en trylleformular, der ændrer hendes hår fra sort til blond som et tegn på hendes transformation.